# Regina Fleck
Regina Fleck (* 26. Dezember 1937 in Leipzig) ist eine deutsche Bildhauerin.

## Leben
Regina Fleck studierte von 1956 bis 1960 an der Fachschule für angewandte Kunst Leipzig bei Hellmuth Chemnitz, Karl Miersch und Georg Quenzel. Bis 1965 setzte sie das Studium der Bildhauerei an der Hochschule für bildende Künste Dresden bei Walter Arnold, Hans Steger und Gerd Jaeger fort. Ein Jahr lang wirkte sie im Anschluss als Aspirantin bei Walter Arnold.
Von 1966 bis 1979 war sie freischaffend tätig in Frankfurt (Oder). Dort gehörte sie zu einem Kreis von Künstlern um den Kirchenmusiker Peter E. Rompf und die Maler Michael Voll (* 1948) und Jürgen Jentzsch (* 1944). Der an künstlerischen Themen interessierte Freundeskreis wurde von 1976 bis 1980 im Operativen Vorgang „Kreis“ von insgesamt 48 Stasi-Offizieren und 81 Inoffiziellen Mitarbeitern observiert und zersetzt.
Studienreisen führten sie in die Sowjetunion, die Tschechoslowakei, nach Bulgarien, Polen und Rumänien. 1980 ging sie nach Dresden, wo sie von 1987 bis 1998 einen Lehrauftrag an der Hochschule für Bildende Künste innehatte. Bis 1992 war sie in der Abteilung „Abendstudium“ tätig, anschließend im Fachbereich „Grundstudium der Bildhauerei“. Seit 1990 lebt Fleck in Schmannewitz.

## Stil
Im Zentrum von Flecks bildhauerischem Werk steht die lebensgroße Figur in ihrer Beziehung zum Raum. Neben den ganzfigurigen Menschendarstellungen entstehen auch Tierplastiken. Die formbildende Kraft der Künstlerin zeigt sich in modellierten Plastiken ebenso wie in der Bildhauerei aus Sandstein. Besondere Beachtung fanden zudem ihre Bildhauerzeichnungen. Skulpturen im öffentlichen Raum befinden sich u. a. in Dresden, Frankfurt (Oder), Schwedt und Eisenhüttenstadt.

„Mit den Mitteln der Plastik als körper- und raumbildender Kunst schuf Regina Fleck in einem fast klassisch anmutenden Formenvokabular ihr Bild vom Menschen. […] Mit dieser Auffassung stellt sie sich bewußt in eine Tradition, die von Georg Kolbe bis Wilhelm Lehmbruck reicht, in dem sie eines ihrer Vorbilder sieht. Dabei wird der Körper von ihr als gesetzmäßig sich entwickelnder Organismus aufgebaut; in der plastischen Formulierung bleibt nichts dem Zufall überlassen.“

„Regina Flecks Akte und Torsi sind modellierte Psychogramme, die im ständigen Prozeß der Auseinandersetzung mit der Wirklichkeit, mit dem Modell entstehen. Die Künstlerin sucht nach dem Empfindungsgehalt der Formen, klärt Rhythmus und räumliche Überschneidungen, tastet behutsam Maßverhältnisse ab. Sensible Oberflächenbehandlung verleiht den Arbeiten ihren spröden Reiz.“

## Werke (Auswahl)

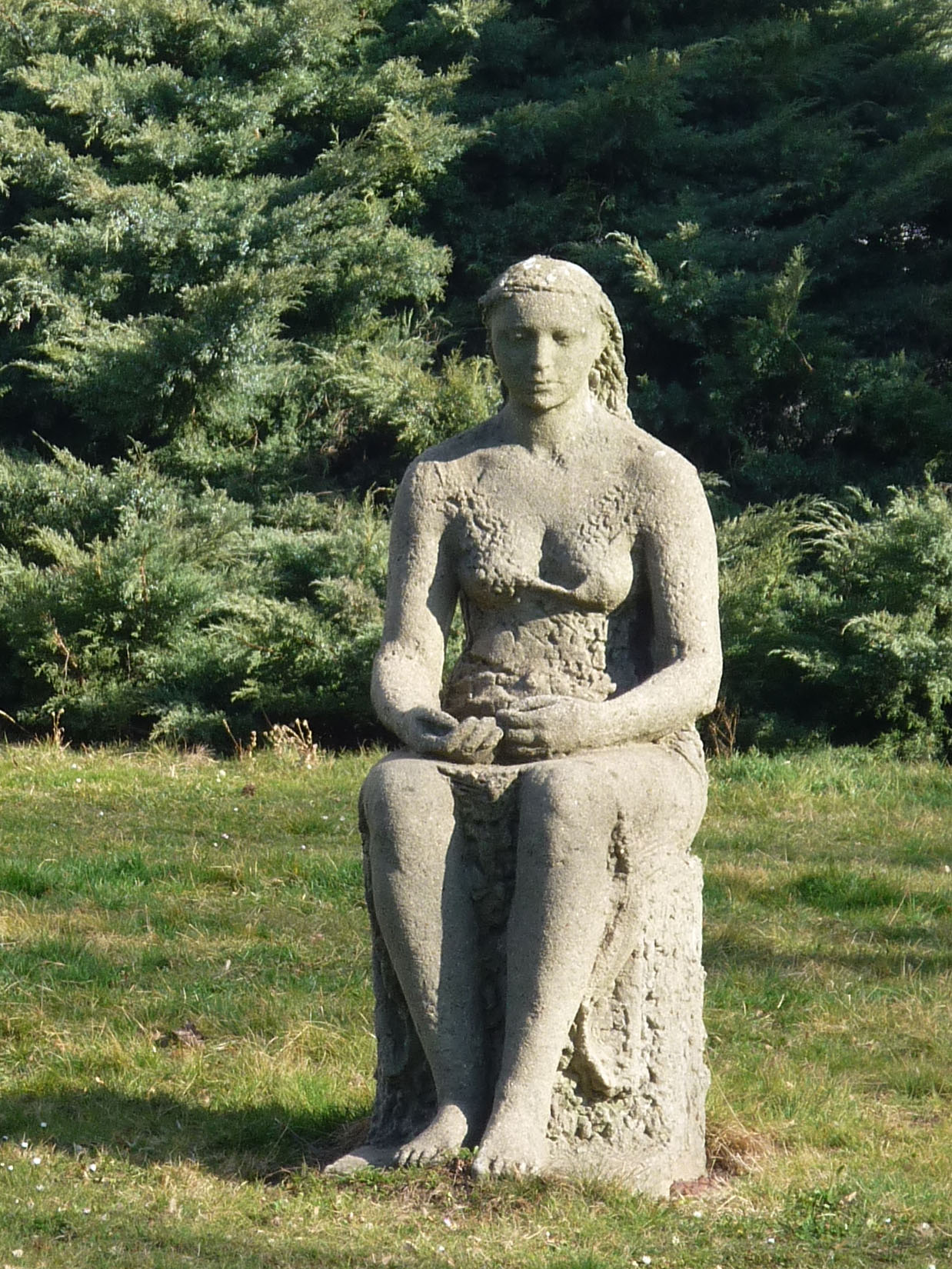
Sitzende (1962), Beton, Stübelallee Dresden

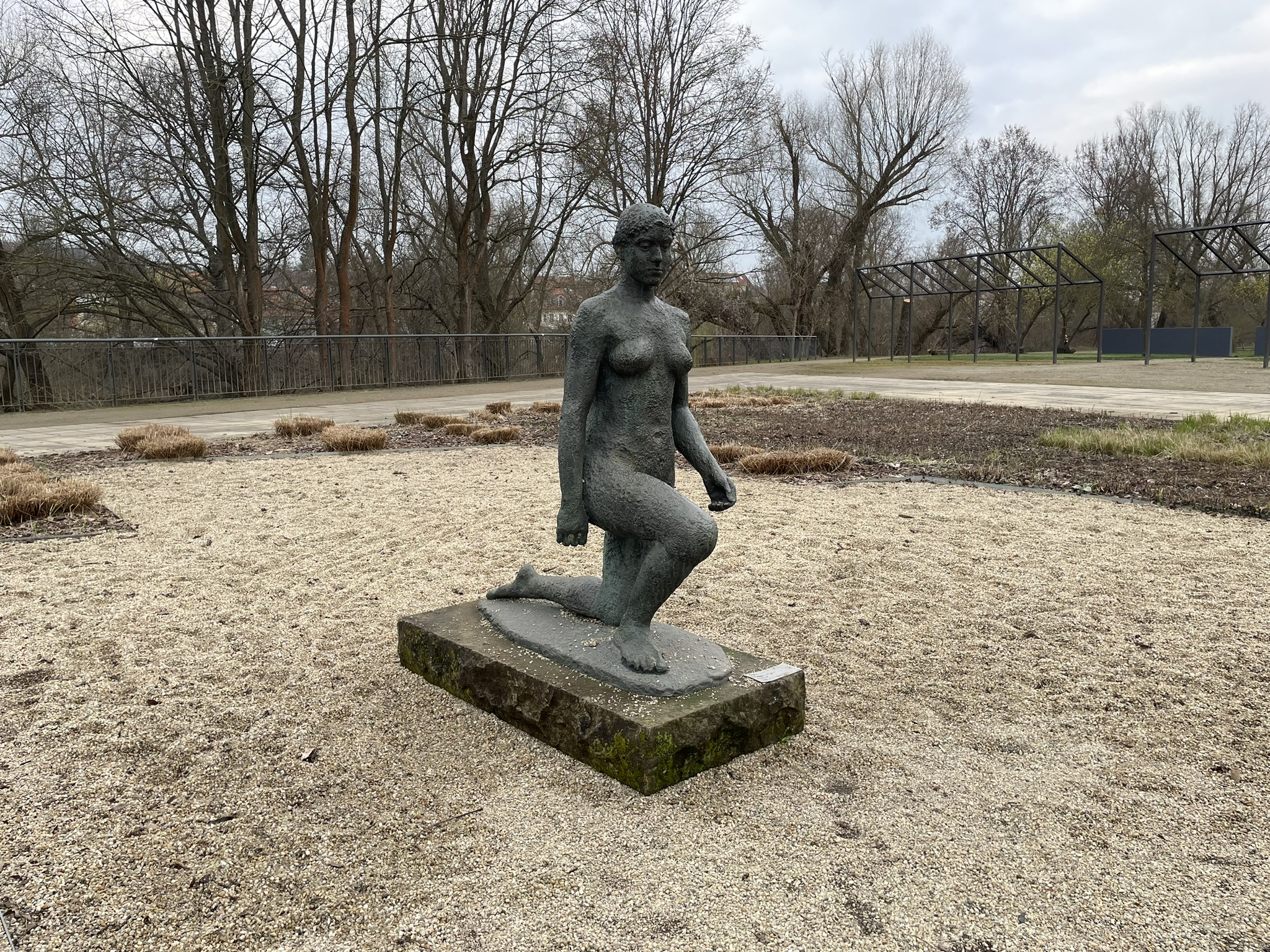
Weiblicher Akt von Regina Fleck, Frankfurt (Oder), Ziegenwerder

- 1962: Sitzende, Beton, Stübelallee Dresden
- 1969: Weiblicher Akt, Bronze, Frankfurt (Oder)
- 1970: Nashorn, Bronze, H: 57 cm, Städtischer Kunstbesitz Schwedt, Lindenallee 31–45
- Große Stehende mit Tuch, Beton, Eisenhüttenstadt
- 1973: Sich Streckende, Bronze, Höhe 63 cm; Kunstarchiv Beeskow
- 1975: Atlant (männliche Aktstudie), Sandstein, H: 106,5 cm, B: 35,0 cm, T: 36,0 cm, Staatliche Kunstsammlungen Dresden Skulpturensammlung
- 1975/76: Weiblicher Torso,  Sandstein, 50 cm, Frankfurt (Oder), Galerie Junge Kunst
- 1976: Gebeugter männlicher Torso, Sandstein, 60 cm, Nationalgalerie Berlin
- 1977: Sitzende, Zement

## Ausstellungen (unvollständig)

### Einzelausstellungen
- 1975: Galerie im Kraftwerk, Hagenwerder
- 1977: Galerie im Kreiskulturhaus "Friedrich Wolf", Eisenhüttenstadt
- 1978: Potsdam (mit Gerhard Wienckowski)
- 1978: Galerie des VEB Umweltgestaltung und Bildende Kunst, Potsdam-Babelsberg, Brandenburg/Havel
- 1979: Akademie der Künste der DDR, Berlin
- 1979: Kleine Galerie im Stadtcafé, Wriezen
- 1980: Galerie Junge Kunst, Frankfurt (Oder)
- 1982: Galerie Comenius, Dresden
- 1982: Galerie Carl Blechen, Cottbus
- 1988: „Wort und Werk“, Leipzig
- 1989: „Kunst der Zeit“, Dresden (mit Günther Torges)
- 1992: Galerie „Inselstraße 13“, Berlin (mit Ingrid Goltzsche-Schwarz und Christine Wahl)
- 2024: Alte Mädchenschule Mügeln[7]

### Ausstellungsbeteiligungen

#### In der Zeit der DDR
- 1972/1973, 1977/1978, 1987/1988: Dresden, VII., VIII. und X. Kunstausstellung der DDR
- 1974/1975: Frankfurt/Oder, Galerie Junge Kunst („Junge Künstler '74. 1. Ausstellung junger bildender Künstler der DDR“)
- 1975: Wanderausstellung „Kleinplastik und Grafik“
- 1975: Berlin, Altes Museum („Der Torso in der Plastik der DDR“)
- 1975: Berlin, Ausstellungsräume am Fernsehturm („Die Frau und die Gesellschaft“)
- 1976: Zielona Góra ("Plastyka okręgu Frankfurt (Oder)")
- 1979: Berlin, Altes Museum („Jugend in der Kunst“)
- 1979/1980: Dresden, Albertinum („Junge Bildhauerkunst der DDR“)
- 1981: Dresden, Ausstellungszentrum am Fučík-Platz („25 Jahre NVA“)
- 1983: Magdeburg, Museum Kloster Unser Lieben Frauen („Junge Bildhauerkunst der DDR“)
- 1984: Berlin, Altes Museum („Alltag und Epoche“)
- 1986: Paris („Künstlerinnen der DDR“)
- 1986: Warschau („Bildhauer der DDR“)
- 1987: Dresden, Galerie Rähnitzgasse („Wirklichkeit und Bildhauerzeichnung“)
- 1987/1988: Bonn, Rheinisches Landesmuseum; München, Staatsgalerie Moderne Kunst; Mannheim, Kunsthalle Mannheim („Bildhauerkunst aus der Deutschen Demokratischen Republik“)
- 1988: Berlin, Ausstellungszentrum am Fernsehturm („America latina. Lateinamerika in der bildenden Kunst der DDR“)

#### Seit der deutschen Wiedervereinigung
- 1991: Ernst-Rietschel-Kulturring e. V.  Pulsnitz
- 2017: Bildhauerinnen! Ausstellungszentrum der Burg Beeskow[8]
- 2025: Berlin, Schloss Biesdorf ("Worin unsere Stärke besteht -  to be continued")

## Auszeichnungen
- 1979: Will-Lammert-Preis